# ويتنس لي
ويتنس لي (بالصينية: 李常受; البينيين: Lǐ Chángshòu)؛ (5 سبتمبر 1905 - 9 يونيو 1997) كان واعظًا مسيحيًا صينيًا وكاتب ترانيم ينتمي إلى المجموعة المسيحية المعروفة باسم الكنائس المحلية في تايوان والولايات المتحدة. وُلِد لي عام 1905 في مدينة يانتاي، في إقليم شاندونغ بالصين، لعائلة معمدانية جنوبية. أصبح مسيحيًا في عام 1925 بعد سماعه لوعظ مبشر يُدعى بيس وانج وانضم لاحقًا إلى العمل المسيحي الذي بدأه واتشمان ني.
كان ويتنس لي ناقدًا للمسيحية كنظام بينما أكد على الحاجة إلى قبول جميع المؤمنين على أساس ما علمه بأنه الإيمان المشترك. وقد علّم ويتنس لي أن بعض الممارسات في المسيحية غير كتابية، مثل استخدام أسماء الطوائف ونظام رجال الدين والعلمانيين. ومع ذلك، فقد أكد في كثير من الأحيان على الحاجة إلى الوحدة بين جميع المسيحيين.